# Матвеев, Александр Павлович (партийный деятель)
Алекса́ндр Па́влович Матве́ев (26 декабря 1905, Москва, Российская империя — 1 августа 1946, Брянск, РСФСР, СССР) — советский партийный и государственный деятель, организатор партизанского движения в годы Великой Отечественной войны, старший майор государственной безопасности (29.03.1941). Первый секретарь Брянского областного комитета ВКП(б) (1944—1946).

## Биография
Член РКП(б) с сентября 1925 г.
В 1916 г. окончил 4-классную начальную школу в Твери, в 1925 г. — губернскую советско-партийную школу там же. Учился в Военно-воздушная Академия РККА им. Жуковского (1933—1934).
- 1916—1926 гг. — ученик-наборщик и наборщик типографии в Твери,
- 1926—1927 гг. — заведующий отделом политического просвещения районного комитета ВЛКСМ (Тверь),
- 1927—1928 гг. — заведующий отделом труда и образования Тверского уездного комитета ВЛКСМ,
- 1928—1930 гг. — ответственный секретарь Кимрского уездного городского комитета ВЛКСМ (Тверской округ).

В 1930—1931 гг. — инструктор колхозного семенноводческого центра в Москве.
С 1931 г. на ответственной партийной и государственной работе:
- 1931—1933 гг. — заведующий организационного отдела парткома ЦАГИ (Москва),
- 1934—1935 гг. — заместитель секретаря парткома завода № 39 (Москва),
- 1935—1936 гг. — помощник заведующего отдела партийных кадров Краснопресненского районного комитета ВКП(б) (Москва),
- 1936—1937 гг. — секретарь парткома завода «Тизприбор» Всесоюзного объединения точной индустрии Народного комиссариата тяжёлой промышленности СССР (Москва),
- август-сентябрь 1937 г. — второй секретарь Советского районного комитета ВКП(б) (Москва),
- 1937—1938 гг. — второй секретарь Минского городского комитета КП(б) Беларуси,
- 1938—1941 гг. — первый секретарь Минского областного и городского комитетов КП(б) Беларуси,
- 1941—1942 гг. — народный комиссар внутренних дел БССР, после начала войны выполнял задания СНК СССР по организации выпуска военной продукции — Новосибирск, Кемерово,
- 1942—1944 гг. — первый секретарь Орловского областного и городского комитетов ВКП(б), с января 1942 по октябрь 1943 гг. — член Военного совета Брянского фронта, в 1942—1944 гг. — начальник Брянского штаба партизанского движения.

В сентябре 1943 г. принял парад партизанских отрядов в Орле.
С июля 1944 г. — первый секретарь Брянского областного и городского комитетов ВКП(б).
Депутат Верховного Совета СССР 1-го (избран в 1941 на дополнительных выборах) и 2-го созывов (выборы 10.02.1946).
Старший майор государственной безопасности (1941).
Скоропостижно скончался по дороге из Трубчевска в Брянск. Похоронен в Брянске.

## Награды и звания
- орден Ленина (07.03.1943);
- орден Трудового Красного Знамени (28.02.1939);
- орден Отечественной войны I степени (01.02.1945);
- 3 медали.

## Фото
- https://web.archive.org/web/20190124102122/http://www.knowbysight.info/MMM/06009.asp